# زين دريع
زين دريع مخرجة وكاتبة وممثلة أردنية. اشتهرت بعملها في الفيلم القصير أفق.

## الحياة و الوظيفة
ولدت دريعي وترعرعت في عمان، الأردن. تخرجت دريع من مدرسة تورنتو السينمائية. بدأت حياتها المهنية كمتدربة في أفلام فلسطينية مع المخرجة آن ماري جاسر والمنتج أسامة باواردي. فاز فيلمها القصير الأول هورايزون، بجائزة أفضل مختارات المهرجان في مهرجان بالم سبرينغز الدولي للأفلام القصيرة، وجائزة اختيار الجمهور في المهرجان الفرنسي العربي للسينما، وأفضل صانعة أفلام شابة في مهرجان الجزائر الدولي لأفلام المرأة. في عام 2019، تم عرض فيلمها القصير الثاني " التخلي عن الشبح '' في مسابقة مهرجان البندقية السينمائي الدولي وفازت بجائزة أفضل فيلم عربي قصير في مهرجان الجونة السينمائي.

## فيلموغرافيا
| عام  | فيلم            | كاتب       | مخرج       | ملاحظات   |
| ---- | --------------- | ---------- | ---------- | --------- |
| 2013 | الأفق           | Green tick | Green tick | فيلم قصير |
| 2019 | التخلي عن الشبح | Green tick | Green tick | فيلم قصير |

## كممثلة
- 2016 - في الوقت الإضافي (فيلم قصير)
- 2018 - الصندوق (فيلم قصير)

## روابط خارجية
[http://www.imdb.com/name/nm4576203/ Zain Duraie
] في قاعدة بيانات الأفلام على الإنترنت